# Австрійський літературний архів
Австрійський літературний архів (нім. Österreichisches Literaturarchiv) — літературний архів, заснований в 1996 році з фондів Австрійської національної бібліотеки. Розташований у Відні.

## Короткий опис
Архів збирає приватні літературні архіви австрійських письменників XX століття, особливо після 1945 року. Тут зокрема зберігаються приватні архіви таких письменників, як Ґюнтер Андерс, Еріх Фрід, Егон Фрідель, Петер Гандке, Еден фон Хорват, Ернст Яндль, Альфред Коллерітш, Роберт Менассе, Андреас Окопенко, Гайді Патакі, Елізабет Райгард, Маргіт Шрайнер, Манес Шпербер, Гільде Шпіль, Доротея Цееманн.
На сайті архіву розроблено портал літературних журналів з 1945 по 1990 роки (Literaturzeitschriften in Österreich 1945—1990). Науковці архіву працюють над покажчиком приватних архівів діячів культури і науки Австрії (Verzeichnis der künstlerischen, wissenschaftlichen und kulturpolitischen Nachlässe in Österreich).
В Австрійському літературному архіві зберігаються видавничі архіви видавництва «edition neue texte», літературного видавництва «Droschl», видавництва «Мілена» та видавництва «Paul Zsolnay». Крім того, тут зберігаються редакційний архів літератури та критики, архів асоціації авторської асамблеї Ґраца, частковий архів австрійського сенату мистецтв та документація про Франкфуртський книжковий ярмарок 1995 року, головною темою якого була література Австрії.
Працівники архіву організовують численні тематичні виставки та беруть участь у виданні багатотомних академічних видань видатних австрійських письменників.
Архів входить до міжнародної мережі літературних архівів «KOOP-LITERA international».